# Samuli Piippo
Samuli Piippo (Raahe, 1 januari 1980) is een Fins boogschutter.

## Carrière
Piippo nam deel aan de Olympische Spelen in 2016 maar verloor in de eerste ronde van Florian Floto. In 2019 nam hij deel aan het wereldkampioenschap en de Europese Spelen maar in beide evenementen won hij geen medaille. Naast het boogschieten is hij een websiteontwerper.